# Chromonephthea rotunda
Chromonephthea rotunda är en korallart som beskrevs av van Ofwegen 2005. Chromonephthea rotunda ingår i släktet Chromonephthea och familjen Nephtheidae. Inga underarter finns listade i Catalogue of Life.